# Heal Yourself
Heal Yourself (englisch für „Heile dich selbst“) ist ein Lied des deutschen Rock-Musikprojektes New Rock Conference aus dem Jahr 2000. Das Stück ist die einzige musikalische Aufnahme des Projektes.

## Entstehung und Artwork
Geschrieben wurde das Lied von Jeff Collier und Dirk Riegner; letzterer arrangierte, produzierte und programmierte die Single zugleich. Rieger zeichnete zudem auch für Teile der Instrumentierung verantwortlich, so ist er unter anderem am Keyboard und den Loops zu hören. Für die weitere Instrumentierung engagierte man Jeff Cascaro an der Trompete, Paul Heller am Saxophon, Marco Minnemann am Schlagzeug, Marcel Schiborr an der Gitarre sowie Fabio Trentini am Bass. Die Abmischung beziehungsweise das Mastering erfolgten durch Skyline D’dorf, unter der Leitung von Peter “Jem” Seifert. Aufgenommen wurde das Stück im August 2000; die Aufnahmen wurden dabei, aufgrund der Vielzahl von verschiedenen Künstlern, in vier verschiedenen Tonstudios getätigt: dem Skyline D’dorf (Düsseldorf), der Sound Factory HH (Hamburg), dem Studio Mohrmann Bochum (Bochum) und dem Studio N Köln (Köln).
Auf dem Frontcover der Maxi-Single sind – neben Künstlernamen und Liedtitel – einige der mitwirkenden Interpreten zu sehen. Die Fotografien erfolgten durch Visions Unlimited, das Artwork entstammt von Claus C. Pilz.

## Veröffentlichung und Promotion
Die Erstveröffentlichung von Heal Yourself erfolgte als Maxi-Single am 18. September 2000 in Deutschland. Auf der Maxi-Single befinden sich neben der Radioversion vier weitere Remixversionen des Liedes als B-Seite. Die Remixe stammen unter anderem von Tobias Dannappel, Christian Schnettelker oder auch Marco Wolters. Heal Yourself wurde unter dem Musiklabel Super Sonic Records veröffentlicht, einem Sublabel von Gun Records. Der Vertrieb erfolgte durch BMG Music Publishing, verlegt wurde das Lied durch den Arabella Musikverlag und Radar Musik.

## Hintergrund
Die Idee zu diesem Projekt stammt von Heribert Reipöler, dem Geschäftsführer des Bochumer Plattenlabels Radar Music. Zweck des Projektes war es, den Erlös aus dem Verkauf der Singles an die Nordoff-Robbins-Stiftung zu spenden. Hierzu suchte Reipöler ein halbes Jahr Künstler der Alternative-Szene, die ihn bei diesem Projekt unterstützen wollen. Angepeilt war ein Erfolg von fünfstelligen Verkaufszahlen, doch wie viel Exemplare tatsächlich verkauft wurden, ist nicht bekannt.

„Wir wollen mit dieser Platte die Nordoff-Robbins-Stiftung unterstützen, die mit einer Musiktherapie behinderten, vor allem autistischen Kindern hilft…. Die Heilmethode von Nordoff-Robbins wird von keiner Krankenkasse unterstützt. Uns Musikern und Leuten aus der Branche liegt es natürlich besonders am Herzen, so eine Form der Therapie zu fördern.“

## Inhalt
Der von Jeff Collier stammende Text ist in englischer Sprache verfasst und bedeutet ins Deutsche übersetzt so viel wie „Heile dich selbst“. Die Musik wurde von Dirk Riegner komponiert. Musikalisch bewegt sich der Titel im Bereich des Alternative Rock. Aufgebaut ist das Lied auf drei Strophen, einer Bridge sowie einem Refrain. Das Lied beginnt mit der ersten Strophe, an die sich direkt die Bridge und der Refrain anschließen. Der gleiche Vorgang wiederholt sich mit der zweiten Strophe. Nach einem, im Vergleich zum ersten, erweiterten Refrain erfolgt die dritte Strophe. Im direkten Anschluss an diese folgt erneut die Bridge, ehe das Lied mit dem dritten Refrain endet. Die ersten beiden Strophen werden abwechselnd von den teilnehmenden Interpreten gesungen, die dritte Strophe wird eigens von Peter Heppner gesungen, der damit den längsten Soloauftritt vorzuweisen hat. Der Refrain wird von allen Interpreten begleitet.
| “I know a way to heal yourself, I know a way to heal. Raise your hands, raise your hands, raise your hands.” – Refrain, Originalauszug | „Ich kenne einen Weg, um sich selbst zu heilen, ich kenne einen Weg, um zu heilen. Heben sie ihre Hände, heben sie ihre Hände, heben Sie Ihre Hände.“ – Refrain, Übersetzung |

## Musikvideo
Das Musikvideo zu Heal Yourself zeigt die Aufnahmesessions des Stückes in den verschiedenen Tonstudios. Zu sehen sind dabei immer die jeweiligen Sänger, die zum jeweiligen Zeitpunkt für die Interpretation verantwortlich sind. Zwischendurch sind immer wieder kurze Sequenzen von jugendlichen BMX-Fahrern, Skatern und feiernden Konzertbesuchern zu sehen. Die Gesamtlänge des Videos beträgt 3:49 Minuten. Das Videomaterial wurde von der Kölner Filmproduktion Visions Unlimited aufgenommen und zusammengestellt; die Schnittregie erfolgte durch den Geschäftsführer Erçin Filizli, der darüber hinaus auch als ausführender Produzent fungierte.

## Mitwirkende

### Gesang
- Jeff Collier (37 Targets)
- Maddalena Fanelli (Laconic Star)
- Dave Gappa (H-Blockx)
- Rea Garvey (Reamonn)
- Artemis Gounaki
- Claus Grabke (Thumb)
- Julian Hanebeck (Uncle Ho)
- Peter Heppner (Wolfsheim)
- Kai Hoffmann (Secret Discovery)
- Steffen Keth (De/Vision)
- The King
- Ingo Knollmann (Donots)
- Stephan Michme (SCYCS)
- Sascha Miskovic (Black Milk)
- Sandra Nasić (Guano Apes)
- Kay Seyda (Twelve)
- Noah Sow
- Henning Wehland (H-Blockx)

### Weitere Mitwirkende
| Liedproduktion - Jeff Cascaro: Trompete - Jeff Collier: Liedtext - Paul Heller: Saxophon - Marco Minnemann: Schlagzeug - Dirk Riegner: Arrangement, Keyboard, Komposition, Loops, Musikproduktion, Programmierung - Marcel Schiborr: Gitarre - Peter “Jem” Seifert: Abmischung, Mastering - Fabio Trentini: Bass Visualisierung - Erçin Filizli: Ausführende Produktion, Filmschnitt (Musikvideo) - Claus C. Pilz: Artwork (Cover) - Visions Unlimited: Filmproduktion (Musikvideo), Fotografie (Cover) | Unternehmen - Arabella Musikverlag: Verlag - BMG Music Publishing: Vertrieb - Radar Musik: Verlag - Skyline D’dorf: Abmischung, Mastering, Tonstudio - Sound Factory HH: Tonstudio - Studio Mohrmann Bochum: Tonstudio - Studio N Köln: Tonstudio - Super Sonic Records: Musiklabel |

## Rezeption
Bis heute konnte sich das Lied nie in den offiziellen Singlecharts platzieren, genaue Download- und Verkaufszahlen sind ebenfalls nicht bekannt. Abgesehen von der Maxi-Single ist das Lied auf den Samplern von Big Brother – Der TV Soundtrack, Crossing All Over! – Vol. 12, GUN – 10 Years of Sex, Drugs & Rock ‘n’ Roll and Still Being Famous! und Just the Best 4/2000 zu finden.
Rezensionen
Das deutschsprachige Online-Magazin laut.de beschrieb Heal Yourself als ein „herkömmliches Gitarrenrock-Stück mit Tröten-Intro“ aus dessen „Abwechsel-Gesang“, vor allem die „Vibrato-Stimme“ von The King, hervorsteche.
Jörg Schallenberg vom Spiegel beschrieb Heal Yourself als „harte Crossover-Hymne“, die eher nach Guano Apes als nach Wolfsheim klinge, ihre Faszination aber gerade durch die für solch eine Nummer ungewöhnlichen und eindringlichen Gesangseinlagen eines Rea Garveys oder Peter Heppners gewinne. Das dazugehörige Musikvideo setze dabei auf eine Live-Aid-Studioatmosphäre, die glücklicherweise wenig verkitscht wirke.